# Lemboumbi-Leyou
Lemboumbi-Leyou ist ein Departement in der Provinz Haut-Ogooué in Gabun und liegt im Osten des Landes. Das Departement hatte 2013 etwa 64.000 Einwohner.

## Gliederung
- Moanda
- Kanton Lébombi-Lékédi
- Kanton Lékédi-Leyou
- Mounana